# Semanario Alba
El Semanario ALBA fue una publicación semanal española editada por el Grupo Intereconomía desde octubre de 2004 hasta el año 2013, de inspiración católica y conservadora. 